# Colt Vahn
Colt Vahn é o personagem principal do jogo eletrônico Deathloop, desenvolvido pela Arkane Studios e publicado pela Bethesda Softworks. Lançado em 2021 para Microsoft Windows, Xbox Series X/S e PlayStation 5, Colt é um ex-membro da organização AEON preso em um loop temporal na ilha de Blackreef. Sua missão é eliminar oito alvos conhecidos como "Visionários" para romper o ciclo.

## Biografia fictícia
Colt Vahn é o protagonista de Deathloop, jogo de ação em primeira pessoa desenvolvido pela Arkane Studios e publicado pela Bethesda Softworks. Ele é um ex-militar que se vê preso em um ciclo temporal na ilha de Blackreef, sem memórias claras de seu passado. Ao longo do jogo, Colt descobre que participou de uma expedição militar à ilha décadas antes, onde foi envolvido em experimentos com anomalias temporais que resultaram em sua prisão no loop temporal.
Para escapar do ciclo, Colt deve eliminar oito indivíduos conhecidos como "Visionários" em um único dia, incluindo Julianna Blake, que atua como sua principal antagonista e também retém memórias entre os ciclos. Durante sua jornada, Colt recupera fragmentos de sua memória e descobre que Julianna é sua filha, fruto de um relacionamento anterior com Lila Blake. Essa revelação adiciona complexidade à sua missão, pois ele precisa decidir entre manter o loop e preservar a existência atual ou quebrá-lo e enfrentar as consequências desconhecidas do mundo exterior.
O jogo oferece múltiplos finais baseados nas escolhas do jogador, refletindo as decisões de Colt em relação ao loop e à sua relação com Julianna.

## Desenvolvimento
Colt foi concebido pela equipe da Arkane como um protagonista carismático e falho, contrastando com heróis silenciosos ou excessivamente estoicos. Segundo o diretor Dinga Bakaba, a escolha de um protagonista negro foi deliberada, buscando representatividade e autenticidade.
O ator Jason E. Kelley foi elogiado por dar personalidade vibrante ao personagem, com diálogos marcados por humor sarcástico e vulnerabilidade emocional.

## Recepção
A atuação de Colt Vahn foi amplamente elogiada pela crítica especializada. A narrativa não-linear e a química entre Colt e Julianna foram apontadas como um dos pontos altos do jogo. A performance de Kelley chegou a ser indicada a prêmios de dublagem em premiações do setor de jogos.